# Інструктор курсів невідкладної допомоги
Інструктор курсів невідкладної допомоги — рід занять по викладанню невідкладної допомоги цивільним та / або військовим. Аби отримати дану кваліфікацію людина повинна спочатку сама протягом певного часу пройти відповідні курси та мати рівень не нижчий (зазвичай хоча б один рівень вище) того, який має викладати. Часто необхідний певний досвід роботи з надання такої допомоги. При відповідності цим вимогам претендент після проходження навчання та виконання можливих додаткових умов отримує сертифікат. Зазвичай після його отримання необхідно провести певну кількість занять під наглядом інших інструкторів і лише після цього він може викладати курси самостійно. Сертифікат необхідно підтверджувати з певною періодичністю.
У світі існує багато курсів щодо надання домедичної та медичної допомоги, які відрізняються:
- об'ємом надання допомоги (серцево-легенева реанімація, перша допомога при кровотечі, допомога дітям, тощо)
- мінімальним освітнім / професійним рівнем слухачів (особи без жодної домедичної та медичної підготовки, особи з кваліфікацією «Перший реагувальник», екстрені медичні техніки різних рівнів, медичні сестри, лікарі)
- специфікою обставин, за яких надається допомога (допомога в дикій місцевості[2], в умовах бойових дій[1], тощо)

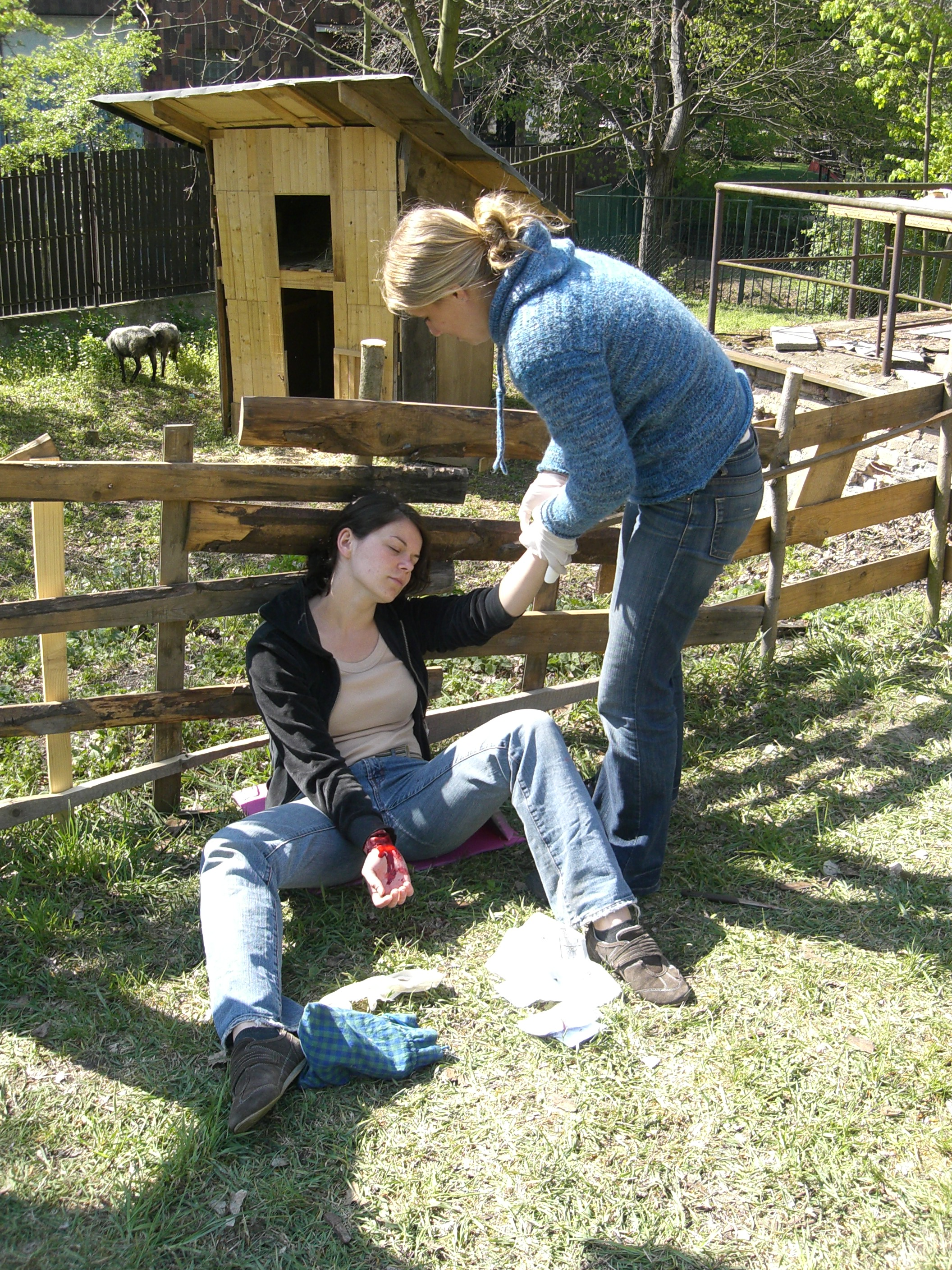
Процес навчання першій допомозі